# Stephen Sáenz
Stephen Christopher Sáenz Villarreal (né le 23 août 1990 à McAllen (Texas)) est un athlète mexicain, spécialiste du lancer de poids.
Bien que né aux États-Unis, il concourt pour l'association du Sonora et a participé aux Jeux olympiques de 2012 pour le Mexique. Il remporte le bronze lors des Championnats ibéro-américains d'athlétisme 2014 et l'argent lors des Championnats d'Amérique centrale et des Caraïbes d'athlétisme 2011.
Son record, record national, est de 20,35 m obtenu en 2014 à La Jolla.